# Harmony Corruption
Albums de Napalm Death
From Enslavement to Obliteration
(1988) Utopia Banished
(1992)
Harmony Corruption est le troisième album du groupe de grindcore britannique Napalm Death. Il est sorti le 1er juillet 1990.
Cet album marque un tournant musical dans Napalm Death, avec l'apparition de compositions clairement Death metal mais tout en gardant une influence grind.
John Tardy (Obituary) et Glen Benton (Deicide) font une apparition vocale dans Unfit
Earth.

## Liste des titres
| 1.    | Vision Conquest         | 2:42 |
| 2.    | If the Truth Be Known   | 4:12 |
| 3.    | Inner Incineration      | 2:57 |
| 4.    | Malicious Intent        | 3:26 |
| 5.    | Unfit Earth             | 5:03 |
| 6.    | Circle of Hypocrisy     | 3:15 |
| 7.    | The Chains That Bind Us | 4:08 |
| 8.    | Mindsnare               | 3:42 |
| 9.    | Extremity Retained      | 2:01 |
| 10.   | Suffer the Children     | 4:21 |
| 11.   | Hiding Behind (Bonus)   | 5:15 |
| 35:47 |                         |      |

## Formation
- Mark "Barney" Greenway - Chant
- Shane Embury - Basse
- Mick Harris - Batterie
- Jesse Pintado - Guitare
- Mitch Harris - Guitare

## Pressages et versions
- La première version incluait en bonus un CD live que voici:

- Une autre version est disponible avec 17 titres au total, dont les titres de l'EP Mentally Murdered